# Néronde
Néronde is een gemeente in het Franse departement Loire (regio Auvergne-Rhône-Alpes) en telt 447 inwoners (1999). De plaats maakt deel uit van het arrondissement Roanne.

## Geografie
De oppervlakte van Néronde bedraagt 8,5 km², de bevolkingsdichtheid is 52,6 inwoners per km².
De onderstaande kaart toont de ligging van Néronde met de belangrijkste infrastructuur en aangrenzende gemeenten.

## Demografie
Onderstaande figuur toont het verloop van het inwonertal (bron: INSEE-tellingen).